# Fantastic Negrito

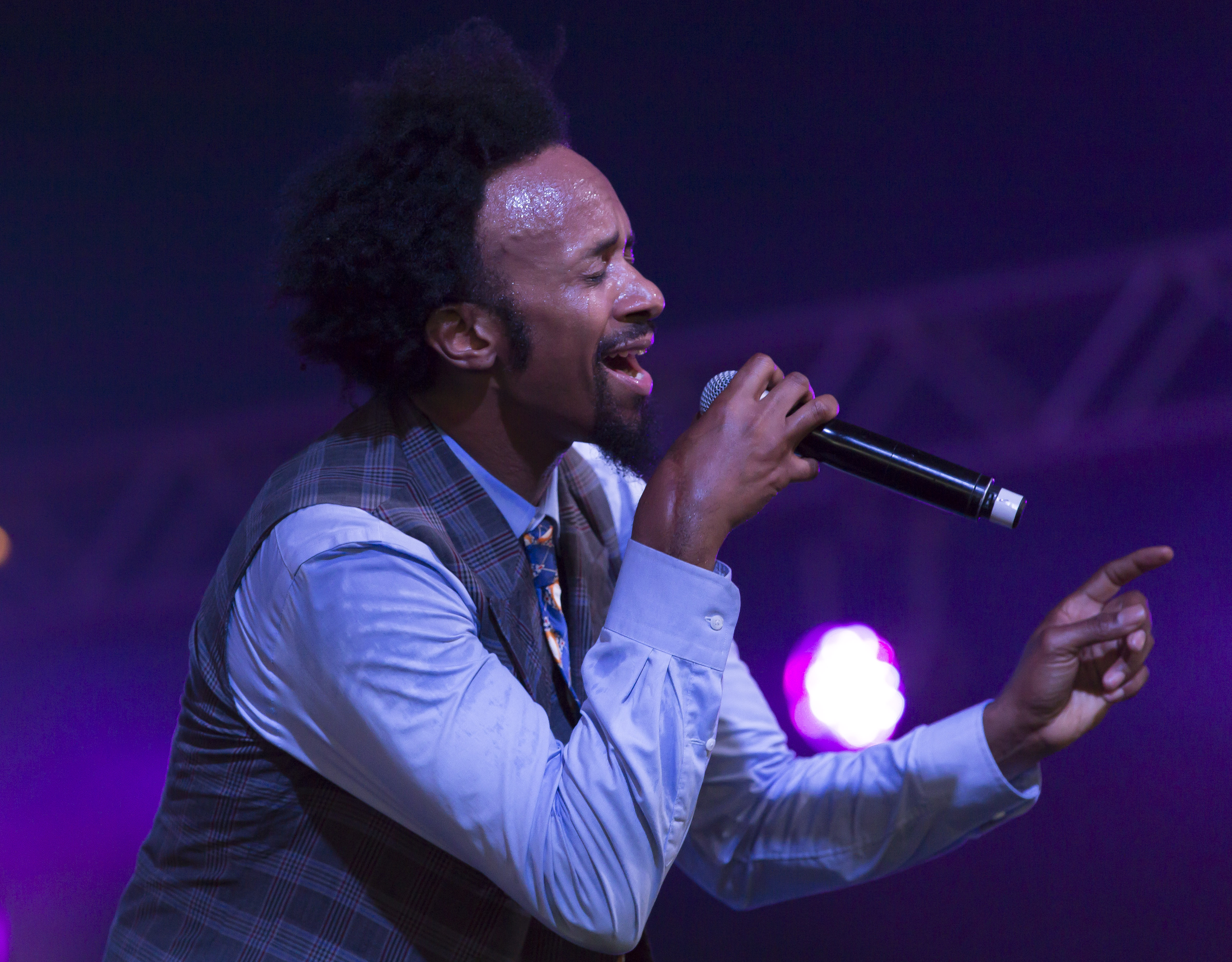
Fantastic Negrito (2016)

Xavier Amin Dphrepaulezz (* 20. Januar 1968 in Great Barrington, Massachusetts, USA), besser bekannt unter seinem Künstlernamen Fantastic Negrito, ist ein US-amerikanischer Singer-Songwriter, dessen Musik Blues, R&B und Rootsmusik umfasst. Dphrepaulezz ist mehrfacher Grammy-Preisträger.

## Biografie
Dphrepaulezz wurde im Westen von Massachusetts als achtes von fünfzehn Kindern geboren. Sein Vater, ein tief religiöser Muslim, stellte strenge Hausregeln für seine Kinder auf. Dphrepaulezz und seine Familie zogen nach Oakland in Kalifornien, als er zwölf Jahre alt war. Er verließ seine Familie und rutschte ins kriminelle Milieu ab, verkaufte Drogen und beging Einbrüche. Er kam auf die Idee, sich selbst das Musizieren beizubringen, nachdem er das Prince-Album Dirty Mind gehört und erfahren hatte, dass Prince ein Autodidakt war. Er lernte das Musizieren, indem er sich in Musiksäle der University of California, Berkeley, schlich, obwohl er dort nicht studierte.
Dphrepaulezz unterzeichnete einen Vertrag mit Joe Ruffalo, dem ehemaligen Manager von Prince. 1993 unterschrieb er bei Interscope Records. Am 9. Januar 1996 veröffentlichte er sein erstes Album The X Factor unter dem Namen „Xavier“. 1999 hatte er einen beinahe tödlichen Autounfall, nach dem er drei Wochen lang im Koma lag. Bei dem Unfall wurden seine Hände und Beine gebrochen, eine Hand blieb dauerhaft geschädigt. Er sagte, dieser Unfall habe ihn „erlöst“, da Interscope den Vertrag mit ihm kündigte, woraufhin er einen illegalen Nachtclub in South Los Angeles eröffnete.
Nach der Geburt seines Sohnes zog Dphrepaulezz sich ins Familienleben zurück. Er gründete mit Freunden die Blackball-Universe-Kooperative, Galerie, Musiklabel und kreativer Raum. 2014 nahm er seine Karriere wieder auf, nahm den Namen Fantastic Negrito an und entwickelte einen Stil, den er „Black Roots Music“ nennt. Unter diesem Namen veröffentlichte er 2014 ein selbstbetiteltes Album. 2015 gewann er den Tiny Desk Contest von NPR. 2016 erschien sein Album The Last Days of Oakland beim Label Blackball Universe. Dphrepaulezz gewann 2017 seinen ersten Grammy für The Last Days of Oakland in der Kategorie „Best Contemporary Blues Album“.
Dphrepaulezz gewann seinen zweiten Grammy mit seinem nächsten Album Please Don’t Be Dead, das bei den Grammy Awards 2019 ebenfalls als bestes zeitgenössisches Blues-Album ausgezeichnet wurde. Seinen dritten Grammy in dieser Kategorie erhielt er 2021 für sein Album Have You Lost Your Mind Yet? Sein fünftes Album als Fantastic Negrito, White Jesus Black Problems, erschien 2022. Eine akustische Überarbeitung dieses Albums mit dem Titel Grandfather Courage wurde 2023 veröffentlicht. Das Album Son of a Broken Man, das von Fantastic Negritos Beziehung zu seinem Vater geprägt ist, wurde im Oktober 2024 veröffentlicht.

## Diskografie
- 1996: The X Factor, Interscope (als Xavier)
- 2014: Fantastic Negrito, Blackball Universe
- 2016: The Last Days of Oakland, Blackball Universe
- 2018: Please Don’t Be Dead, Cooking Vinyl, Blackball Universe
- 2020: Have You Lost Your Mind Yet?, Cooking Vinyl
- 2022: White Jesus Black Problems, Storefront Records
- 2023: Grandfather Courage, Storefront Records
- 2024: Son of a Broken Man, Storefront Records